# Lukáš Rousek
Lukáš Rousek (* 20. dubna 1999 Ostrov) je český hokejový útočník hrající v týmu Rochester Americans v AHL. Ve vstupním draftu 2022 si jej jako 160. celkově v 6. kole vybral tým Buffalo Sabres.

## Hráčská kariéra
Nejúspěšnější sezonu v Česku zažil v Extraligovém ročníku 2020-21, když získal 38 bodů v 49 zápasech.
V roce 2019 byl jako 160 draftován týmem Buffalo Sabres, poté podepsal dvouletý kontrakt.
Debut v NHL zažil 27. března 2023 proti Montreal Canadiens. V zápase dal gól a připsal si také asistenci.

## Klubové statistiky
| Sezóna  | Klub                  | Soutěž | Z. | G. | A. | B. |
| ------- | --------------------- | ------ | -- | -- | -- | -- |
| 2017-18 | HC Sparta Praha       | ELH    | 26 | 0  | 2  | 2  |
| 2017-18 | HC Stadion Litoměřice | 1.ČHL  | 1  | 0  | 0  | 0  |
| 2017-18 | HC Letci Letňany      | 2.ČHL  | 4  | 4  | 5  | 9  |
| 2018-19 | HC Sparta Praha       | ELH    | 34 | 4  | 5  | 9  |
| 2018-19 | HC Stadion Litoměřice | 1.ČHL  | 16 | 7  | 8  | 15 |
| 2019-20 | HC Sparta Praha       | ELH    | 52 | 14 | 15 | 29 |
| 2020-21 | HC Sparta Praha       | ELH    | 49 | 14 | 24 | 38 |
| 2021-22 | Rochester Americans   | AHL    | 19 | 1  | 3  | 4  |
| 2022-23 | Buffalo Sabres        | NHL    | 2  | 1  | 1  | 2  |
| 2022-23 | Rochester Americans   | AHL    | 70 | 16 | 40 | 56 |
| 2023-24 | Buffalo Sabres        | NHL    |    |    |    |    |
| 2023-24 | Rochester Americans   | AHL    |    |    |    |    |

## Reprezentace
| Rok  | Tým       | Soutěž             | Z. | G. | A. | B. |
| ---- | --------- | ------------------ | -- | -- | -- | -- |
| 2014 | Česko U16 | Mezinárodní zápasy | 3  | 2  | 2  | 4  |
| 2017 | Česko U19 | Mezinárodní zápasy | 10 | 2  | 3  | 5  |
| 2018 | Česko U19 | Mezinárodní zápasy | 7  | 1  | 2  | 3  |
| 2018 | Česko U20 | Mezinárodní zápasy | 3  | 1  | 1  | 2  |
| 2019 | Česko     | Mezinárodní zápasy | 4  | 0  | 0  | 0  |
| 2020 | Česko     | Mezinárodní zápasy | 3  | 0  | 0  | 0  |